# Christianne van der Wal
Christianne van der Wal-Zeggelink (Oldenzaal, 13 november 1973) is een voormalig Nederlands politica voor de VVD. Van 2022 tot 2024 was zij minister voor Natuur en Stikstof in het kabinet-Rutte IV. Van 6 december 2023 tot 25 maart 2025 was zij Tweede Kamerlid.
Eerder was ze van 25 november 2017 tot de aanvang van haar ministerschap partijvoorzitter van de VVD en van 5 juni 2019 totdat ze minister werd gedeputeerde van Gelderland. Van 2010 tot 2019 was ze actief in de Harderwijkse gemeentepolitiek.

## Biografie

### Jeugd, opleiding en loopbaan
Van der Wal is geboren in Oldenzaal. Ze komt uit een vrijzinnig-christelijk gezin. Het gezin Zeggelink, bestaande uit haar ouders en jongere zus, verhuisde naar Castricum toen zij twee jaar oud was en ging daar tot 1993 naar basisschool De Kandelaar, het  Bonhoeffer College en naar het havo op de Jac. P. Thijsse College, waar zij haar eindexamen deed. Als kind speelde zij hockey bij MHC Castricum. Daarnaast ging zij naar ballet en was zij lid van de muziekschool, waar zij iedere week cello-les kreeg. Haar moeder was werkzaam in het ziekenhuis als hoofd van de röntgenafdeling, maar vanwege MS is zij later doktersassistent geworden.
Van der Wal studeerde van 1993 tot 1997 facility management aan de Hogeschool Holland in Diemen en ging in Amsterdam wonen. Na haar studie keerde zij samen met haar man terug in Castricum. Vanwege het bedrijf van haar man zijn zij centraler in het land, in Hierden, gaan wonen. Van 1997 tot 2000 was zij projectleider bij Bureau Organisatie Bouwwezen in Utrecht. Van 2000 tot 2003 was zij hbo-docent projectmanagement op de Hogeschool Inholland en in 2002 behaalde zij haar didactische graad hbo lesbevoegdheid. Van 2003 tot 2010 was zij projectleider bij Wallink Advies.

### Politieke loopbaan
Van der Wal was van 2014 tot 2019 wethouder in Harderwijk, waar zij daarvoor vanaf 2010 in de gemeenteraad zat. Ze had de portefeuilles economische zaken, werkgelegenheid, recreatie, toerisme en sport. Op 25 november 2017 werd Van der Wal op het partijcongres verkozen tot landelijk partijvoorzitter van de VVD als opvolger van waarnemend voorzitter Eric Wetzels. Op 5 juni 2019 werd ze geïnstalleerd als gedeputeerde in de provincie Gelderland. Ze had de portefeuilles economische zaken en innovatie, mobiliteit en luchtvaart, gebiedsagenda Gelderse corridor en Fruitdelta, Rivierenland.

#### Minister voor Natuur en Stikstof
Op 10 januari 2022 werd Van der Wal minister zonder portefeuille in het kabinet-Rutte IV, met de titel van minister voor Natuur en Stikstof; een nieuw gecreëerde post onder het ministerie van Landbouw, Natuur en Voedselkwaliteit met de opdracht uit het coalitieakkoord tot een reductie van 50% in 2030 van de stikstofuitstoot in Nederland. Op 10 juni 2022 presenteerde Van der Wal daarvoor als minister een kaart van Nederland met daarop per gebied de te behalen stikstofreductie. Hierop ontstond een hoop commotie, zo protesteerden dezelfde avond boeren met trekkers voor haar woning tegen de door haar aangekondigde stikstofplannen. Ze ging met hen in gesprek. Sinds 6 december 2023 is ze naast minister ook lid van de Tweede Kamer. Haar ministerschap eindigde op 2 juli 2024, bij het aantreden van het kabinet-Schoof. Op 25 maart 2025 nam Van der Wal afscheid als Tweede Kamerlid, nadat ze had aangegeven er niet op haar plek te zijn.

## Na de politiek
De Ledenraad van de Bovag benoemde Van der Wal op 6 mei 2025 als algemeen voorzitter voor een periode van vier jaar.

## Persoonlijk
Van der Wal is getrouwd en heeft samen met haar man vier kinderen. In haar vrije tijd speelde zij cello.